# Leptopanchax
Leptopanchax ist eine Gattung der Saisonfische aus der Familie Rivulidae und gehört zur Gruppe der Eierlegenden Zahnkarpfen. Die Arten dieser Gattung erreichen je nach Art eine Standardlänge von 2,3 bis 2,8 cm. Das Verbreitungsgebiet der Arten dieser Gattung ist auf den Atlantischen Regenwald zwischen der Laguna de Maricá und der Baía de Paranaguá beschränkt. Die Arten Leptopanchax citrinipinnis und Leptopanchax opalescens sind in temporären Tümpeln in offener Restinga-Vegetation und Randgebieten angrenzender Laubwälder beheimatet. Restinga bestehen aus savannenähnlichen Flächen, die meist von Gräsern und Rohrkolben bewachsen sind. Die übrigen vier Leptopanchax-Arten kommen in flachen, temporären Rinnen und kleinen Tümpeln in dichten Regenwäldern am Fuße des Gebirgszugs Serra do Mar vor. Die meisten Arten dieser Gattung sind durch die Verstädterung und Abholzung in der Region um Rio de Janeiro und São Paulo stark bedroht.

## Merkmale
Die Männchen der Leptopanchax-Arten unterscheiden sich von den anderen Arten des Tribus Cynopoecilini durch eine ovale Schwanzflosse, die etwas länger ist als tief, einen breiten schillernden goldenen Streifen im oberen Bereich der Rückenflosse und dunkelrote Flecken in der Schwanzflosse. Ein weiteres Unterscheidungsmerkmal wird in der Morphologie der Urogenitalpapille beschrieben. Von der ähnlichen monotypischen Gattung Leptolebias unterscheiden sie sich zusätzlich darin, dass die Männchen keine gelben Streifen auf den Flanken und keinen breiten weißen unteren Schwanzflossenrand besitzen. Ein weiterer Unterschied besteht im Laichverhalten. Leptopanchax-Arten legen ihre Eier an der Bodenoberfläche ab, während Leptolebias beim Laichen in das Bodensubstrat eintauchen.

## Arten

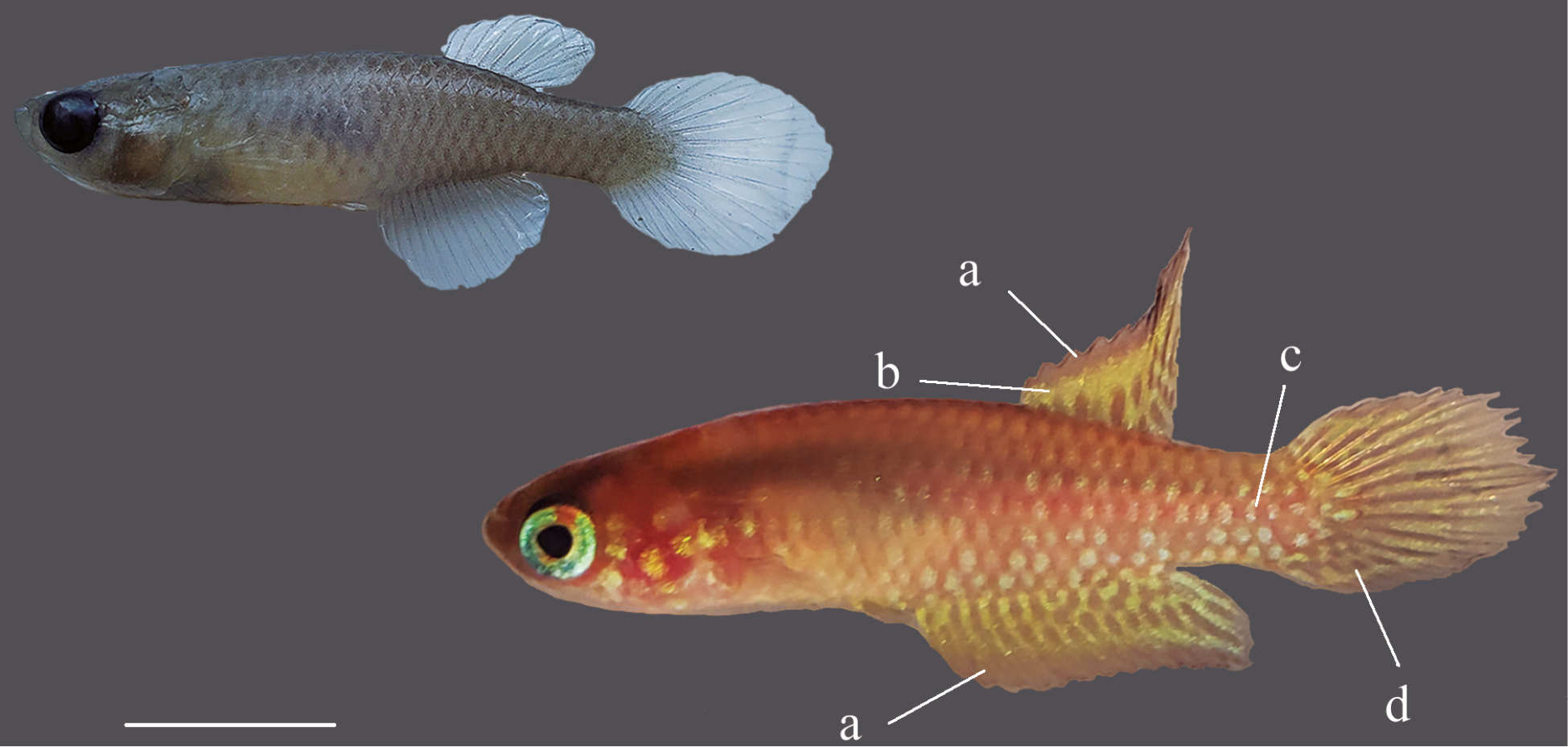
Leptopanchax opalescens

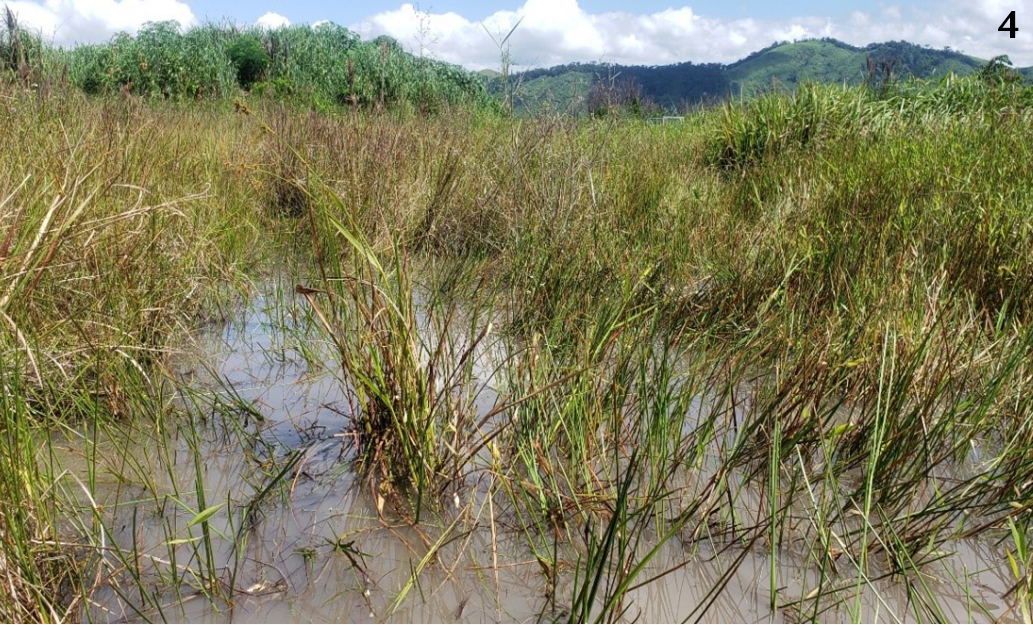
Leptopanchax opalescens-Biotop

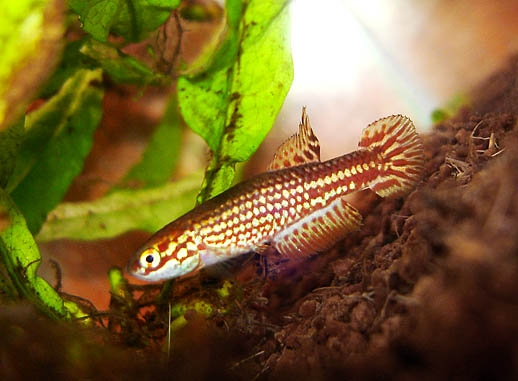
Leptopanchax aureoguttatus

Die Gattung Leptopanchax umfasst folgende sechs Arten:
- Leptopanchax aureoguttatus (da Cruz, 1974)
- Leptopanchax citrinipinnis (Costa, Lacerda & Tanizaki, 1988)
- Leptopanchax itanhaensis (Costa, 2008)
- Leptopanchax opalescens (Myers, 1942)
- Leptopanchax sanguineus Costa, 2019
- Leptopanchax splendens (Myers, 1942)